# 855

## Nașteri
- Constantin (Symbatios), prinț bizantin, numit co-împărat în 869 (d. 879)

## Decese
- Sico al II-lea de Salerno, al doilea principe longobard de Salerno (n. ?)